# Лукувець (Люблінське воєводство)
Лукувець (пол. Łukówiec) — село в Польщі, у гміні Фірлей Любартівського повіту Люблінського воєводства.
Населення — 479 осіб (2011).

## Демографія
Демографічна структура станом на 31 березня 2011 року:
|          | Загалом | Допрацездатний вік | Працездатний вік | Постпрацездатний вік |
| -------- | ------- | ------------------ | ---------------- | -------------------- |
| Чоловіки | 231     | 49                 | 156              | 26                   |
| Жінки    | 248     | 44                 | 143              | 61                   |
| Разом    | 479     | 93                 | 299              | 87                   |